# Мёгирю Ясунари
Мёгирю Ясунари (яп. 妙義龍 泰成) или кратко Мёгирю (настоящее имя Ясунари Миямото; родился 22 октября 1986 в Такасаго, префектура Хиого, Япония) — бывший японский профессиональный борец сумо. Высший ранг за карьеру — сэкивакэ.
24 сентября 2024 года объявил об отставке.

## Краткое описание карьеры
Начал заниматься сумо ещё в школе. В 15 лет переехал в префектуру Сайтама, где учился в одном классе школы со спортивным уклоном с Готаро Саваи — другим будущим профессиональным сумотори. Затем учился в Японском институте физкультуры, стал чемпионом страны среди студентов и чемпионом среди любителей, что позволило ему начать в мае 2009 года выступления в профессиональном сумо с дивизиона макусита. На январском басё 2010 года впервые выступил в статусе сэкитори, поднявшись в дивизион дзюрё и тогда же взял себе сикону Мёгирю, что можно перевести как «Многообразный дракон». Но уже на второй день басё в схватке с Гагамару Мёгирю получил тяжёлую травму — разрыв крестообразных связок левого колена. Пропустив три турнира, Мёгирю был переведён в четвёртый дивизион сандаммэ, но уже в 2011 году вернул себе статус сэкитори, выиграл два турнира в дзюрё и дебютировал в макуути. В макуути Мёгирю пять раз поощрялся премией за техническое совершенство (гино-сё), а также получил две «золотые звезды» (кимбоси) за победы в ранге маэгасира над ёкодзунами Хакухо и Харумафудзи. Многочисленные травмы мешают карьере. Был вынужден пропустить сентябрьский турнир 2014 года из-за травмы глаза. В марте 2015 года снова стал сэкивакэ, затем опустился до комусуби, однако, затем снова стал сэкивакэ в ноябре 2015 года. После этого, потеряв звание сэкивакэ в 2016 году Мёгирю не смог снова подняться в санъяку.
Проведя 34 турнира в макуути, после майского турнира 2017 года Мёгурю выбыл в дзюрё.
24 сентября 2024 года в возрасте 37 лет объявил об отставке и переходе на тренерскую работу. Получил лицензию тосиёри (старейшины) Японской ассоциации сумо с имени Фуривакэ.

## Результаты выступлений
.
    
| Год в сумо | Январь Хацу басё, Токио    | Март Хару басё, Осака                             | Май Нацу басё, Токио                             | Июль Нагоя басё, Нагоя                           | Сентябрь Аки басё, Токио                       | Ноябрь Кюсю басё, Фукуока            |
| --- | -------------------------- | ------------------------------------------------- | ------------------------------------------------ | ------------------------------------------------ | ---------------------------------------------- | ------------------------------------ |
| 2009 | x                          | x                                                 | Макусита-цукэдаси #15 5–2                        | Макусита #7 запада 5–2                           | Макусита #2 запада 5–2                         | Макусита #1 запада 5–2               |
| 2010 | Дзюрё #14 востока 1–2–12   | Макусита #14 востока Пропустил из-за травмы 0–0–7 | Макусита #54 запада Пропустил из-за травмы 0–0–7 | Сандаммэ #34 запада Пропустил из-за травмы 0–0–7 | Сандаммэ #94 запада 7–0–P                      | Макусита #58 востока 6–1–PPP Чемпион |
| 2011 | Макусита #26 запада 6–1    | Отмена басё 0–0–15                                | Макусита #8 востока 4–3                          | Дзюрё #12 запада 11–4–P Чемпион                  | Дзюрё #3 востока 13–2 Чемпион                  | Маэгасира #11 запада 10–5            |
| 2012 | Маэгасира #5 востока 9–6 Т | Маэгасира #1 востока 7–8                          | Маэгасира #2 востока 9–6 Т                       | Комусуби востока 8–7 Т                           | Сэкивакэ востока 10–5 Т                        | Сэкивакэ востока 6–9                 |
| 2013 | Маэгасира #1 запада 7–8 ★  | Маэгасира #2 запада 8–7                           | Маэгасира #1 востока 11–4 Т★                     | Сэкивакэ востока 8–7                             | Сэкивакэ востока 6–9                           | Маэгасира #1 востока 8–7             |
| 2014 | Комусуби востока 0–4–11    | Маэгасира #10 востока 8–7                         | Маэгасира #8 востока 8–7                         | Маэгасира #6 запада 11–4                         | Сэкивакэ востока Пропустил из-за травмы 0–0–15 | Маэгасира #11 востока 9–6            |
| 2015 | Маэгасира #8 востока 9–6   | Комусуби #1 запада 8–7                            | Сэкивакэ #1 запада 7–8                           | Комусуби #1 запада 8–7                           | Сэкивакэ #1 запада 8–7                         | Сэкивакэ #1 запада 2–13              |
| 2016 | Маэгасира #8 востока 8–7   | Маэгасира #6 востока 10–5                         | Маэгасира #1 востока 6–9                         | Маэгасира #3 запада 7–8                          | Маэгасира #4 востока 5–10                      | Маэгасира #9 востока 8–7             |
| 2017 | Маэгасира #7 востока 4–11  | Маэгасира #14 востока 6–9                         | Маэгасира #15 востока 4–11                       | Дзюрё #4 востока 10–5                            | Дзюрё #1 запада 8–7                            | Маэгасира #15 запада 6–8–1           |
| 2018 | Дзюрё #1 востока 10–5–P    | Маэгасира #15 запада 6–9                          | Маэгасира #16 востока 10–5                       | Маэгасира #9 востока 9–6                         | Маэгасира #5 востока 8–7                       | Маэгасира #1 востока 8–7 ★           |
| 2019 | Комусуби #1 востока 5–10   | Маэгасира #2 запада 6–9                           | Маэгасира #5 востока 6–9 ★                       | Маэгасира #7 востока 8–7                         | Маэгасира #6 запада 8–5–2                      | Маэгасира #2 востока 8–7             |
| 2020 | Маэгасира #1 запада 5–10 ★ | Маэгасира #6 востока 4–11                         | Отмена басё 0–0–15                               | Маэгасира #10 запада 10–5                        | Маэгасира #3 востока 6–9                       | Маэгасира #5 востока 4–11            |
| 2021 | Маэгасира #9 запада 8–7    | Маэгасира #4 запада 7–8                           | Маэгасира #4 запада 6–9                          | Маэгасира #7 востока 5–10                        | Маэгасира #10 запада 11–4 Т                    | Маэгасира #3 запада 2–13             |
| 2022 | Маэгасира #6 востока 6–9   | Маэгасира #11 востока 7–8                         | Маэгасира #12 востока 6–9                        | Маэгасира #14 востока 9–6                        | Маэгасира #9 востока 8–7                       | Маэгасира #7 запада 8–7              |
| 2023 | Маэгасира #6 запада 6–9    | Маэгасира #10 востока 5–10                        | Маэгасира #14 запада 9–6                         | Маэгасира #10 запада 6–9                         | Маэгасира #13 востока 10–5                     | Маэгасира #9 востока 6–9             |
| 2024 | Маэгасира #12 запада 5–10  | Маэгасира #15 востока 6–9                         | Дзюрё #1 запада 3–12                             | Дзюрё #8 запада 7–8                              | Дзюрё #9 Отставка 0–0–15                       | x                                    |
| Результат приведен как победил-проиграл-снялся Юсё (победа) Дзюнъюсё (второе место) Интай (отставка) Не выступал в макуути Специальные призы: Д=За боевой дух (Канто-сё); В=За выдающееся выступление (Сюкун-сё); Т=За техническое совершество (Гино-сё) Ещё показаны: ★=Кимбоси; P=Участие в дополнительном финале Лиги: Макуути — Дзюрё — Макусита — Сандаммэ — Дзёнидан — Дзёнокути Ранги макуути: Ёкодзуна — Одзэки — Сэкивакэ — Комусуби — Маэгасира |                            |                                                   |                                                  |                                                  |                                                |                                      |